# 阿尔塔·梅猪笼草
阿尔塔·梅猪笼草（学名：Nepenthes 'Alta May'）是由滴液猪笼草（N. distillatoria）和葫芦猪笼草（N. ventricosa）杂交得到的人工杂交种。1989年，该人公杂交种由布鲁斯·李·贝德纳（Bruce Lee Bednar）和奥格尔·克莱德·布兰布利特（Orgel Clyde Bramblett）培育而成。因该栽培种名称发表时未包含描述，违反《国际栽培植物命名规则》第24.1条，所以为非正式名称。该人工杂交种为布氏猪笼草（N. × butcheri）的一个异名。该栽培种名称最初发表于1994年3月的《食虫植物通讯》中，为布氏猪笼草阿尔塔·梅变种（N. × butcherii var. “Alta May”）。

## 扩展阅读
- 食虫植物照片搜寻引擎中博卡玫瑰猪笼草的照片 （页面存档备份，存于）